# Pachygnatha listeri
Pachygnatha listeri Sundevall, 1830 è un ragno appartenente alla famiglia Tetragnathidae.

## Distribuzione
La specie è stata rinvenuta in diverse località della regione paleartica

## Tassonomia
Non sono stati esaminati esemplari di questa specie dal 2005
A dicembre 2013, non sono note sottospecie